# Капские пескорои
Капские пескорои (лат. Bathyergus) — род грызунов из семейства землекоповых. Распространены в Южной Африке.

## Классификация
Род был выделен немецким зоологом Иоганном Иллигером в 1811 году. Типовым видом является Mus maritimus Gmelin, 1788, который ныне рассматривается как младший синоним Bathyergus suillus (Schreber, 1782).
Выделяют два вида капских пескороев:
- Намакваландский пескорой (Bathyergus janetta) — ЮАР, Намибия;
- Капский пескорой (Bathyergus suillus) — ЮАР.